# Simulium penai
Simulium penai es una especie de insecto del género Simulium, familia Simuliidae, orden Diptera.
Fue descrita científicamente por Wygodzinsky & Coscaron, 1970.